# Gemeinschaft Unserer Lieben Frau vom Wege
Die Gemeinschaft unserer lieben Frau vom Wege ist ein Säkularinstitut für berufstätige Frauen, das heißt kirchenrechtlich auch ein Institut des geweihten Lebens der römisch-katholischen Kirche. Die Namensgebung wird von einem  Marienbild in Rom abgeleitet. Dieses Gnadenbild wurde vom  spirituellen Namensgeber der Gemeinschaft,  Ignatius von Loyola,  besonders verehrt.

## Geschichte
Der  Jesuit Carl Dinkhauser und Maria Elisabeth Strachotinsky gründeten 1936 in Steyr (Österreich) eine Gemeinschaft Christlichen Lebens. Zusammen erarbeiteten sie die Satzung, die sich an der Spiritualität des Hl. Ignatius von Loyola, des Ordensgründers der Jesuiten, ausrichtete. Unter der Leitung von Maria Elisabeth Strachotinsky wurde die Gemeinschaft ausgebaut. Im Jahr 1939 wurde sie von Kardinal Theodor Innitzer, dem Erzbischof von  Wien, als  Pia Unio anerkannt.
Die ersten Mitglieder kamen aus  Marianischen Kongregationen und waren unverheiratete berufstätige Frauen. In der Zeit des  Zweiten Weltkrieges musste die Gemeinschaft im Verborgenen arbeiten.
Die Reaktivierung der Gemeinschaft begann kurz nach Kriegsende. 1948 erhielt die Gemeinschaft die  päpstliche Anerkennung eines Säkularinstituts nach  bischöflichen Recht. Dieses war der Anlass, zum ersten Mal das Gelöbnis der  Armut, Ehelosigkeit und des Gehorsams abzulegen. Mit der erweiterten päpstlichen Approbation zum Institut des päpstlichen Rechts gewinnt die Gemeinschaft ab 1953 große Zustimmung und weitet sich über mehrere Länder hinaus aus.

## Organisation
Der Sitz des  Mutterhauses und gleichzeitig die Zentrale der Gemeinschaft ist Wien. Die Gemeinschaft ist in Gebiete mit jeweils einer Leiterin aufgegliedert; hierzu gehören Österreich, Deutschland, Tschechien, der Slowakei, Ungarn, Belgien, Irland, die Vereinigten Staaten, Jamaika, die Philippinen, Indien und Japan.  In den Gebieten unterhält die Gemeinschaft Zentren für  Einkehrtage, Besinnung, für Veranstaltungen, Tagungen, Arbeitskreise und interne Gemeinschaftspflege.

## Das Leben in der Gemeinschaft
Die Mitglieder führen kein gemeinsames  klösterliches Leben und haben auch keine gemeinsamen oder gesellschaftlichen Aufgaben. Sie sind bestrebt ihr Wirken im Geiste des Evangeliums zu verwirklichen und arbeiten hierzu in den örtlichen Pfarreien.